# Ye Yifei
Ye Yifei (Xianxim, 16 de junho de 2000) é um automobilista chinês. Ele foi campeão francês de Fórmula 4 em 2016, e é ex-membro da Renault Sport Academy. Atualmente, Yifei Ye é piloto da equipe AF Corse no Campeonato Mundial de Endurance da FIA (WEC) pela classe Hypercar.
É o vencedor das 24 Horas de Le Mans de 2025 ao lado de Philip Hanson e Robert Kubica, sendo também o primeiro piloto chinês na história da prova a vencer uma edição dessa competição. 

## Carreira

### Campeonato de Fórmula 3 da FIA
Em 2019, Yifei foi contratado pela equipe Hitech Grand Prix para a disputa da temporada inaugural do Campeonato de Fórmula 3 da FIA.

### Fórmula 1
Em abril de 2019, Yifei se tornou membro do programa de jovens pilotos da Renault, a Renault Sport Academy. Ele deixou o programa da Renault no mesmo ano.